# 염광고등학교
염광고등학교(鹽光高等學校)는 대한민국 서울특별시 노원구 월계동에 있는 사립 고등학교이다.

## 학교 연혁
- 1965년 12월 : 학교법인 염광학원 설립인가
- 1966년 2월 1일 : 염광학원 초대 이사장에 김정렬 박사 취임
- 1983년 3월 2일 : 염광여자고등학교 개교 및 초대 교장 홍영일 선생 취임
- 1986년 2월 : 염광여자고등학교 제1회 졸업식
- 2003년 3월 2일 : 염광여자고등학교에서 염광고등학교로 교명 변경
- 2016년 2월 : 염광고등학교 제31회 졸업

## 설치 학과
- 관악예술과
- 7차일반

## 참고 자료
- 염광고등학교 - 한국교육학술정보원 학교알리미